# Горњи Шкрник
Горњи Шкрник (хрв. Gornji Škrnik) је насељено место у општини Загорска Села, Крапинско-загорска жупанија, Хрватска.

## Историја
До територијалне реорганизације у Хрватској био је у саставу старе општине Клањец.

## Становништво
У попису становништва из 2011. године, Горњи Шкрник је имао 55 становника.
| Број становника према пописима | Број становника према пописима | Број становника према пописима | Број становника према пописима | Број становника према пописима | Број становника према пописима | Број становника према пописима | Број становника према пописима | Број становника према пописима | Број становника према пописима | Број становника према пописима | Број становника према пописима | Број становника према пописима | Број становника према пописима | Број становника према пописима | Број становника према пописима |
| ------------------------------ | ------------------------------ | ------------------------------ | ------------------------------ | ------------------------------ | ------------------------------ | ------------------------------ | ------------------------------ | ------------------------------ | ------------------------------ | ------------------------------ | ------------------------------ | ------------------------------ | ------------------------------ | ------------------------------ | ------------------------------ |
| 1857                           | 1869                           | 1880                           | 1890                           | 1900                           | 1910                           | 1921                           | 1931                           | 1948                           | 1953                           | 1961                           | 1971                           | 1981                           | 1991                           | 2001                           | 2011                           |
| 136                            | 156                            | 154                            | 168                            | 154                            | 166                            | 129                            | 123                            | 119                            | 112                            | 93                             | 86                             | 81                             | 79                             | 67                             | 55                             |

Напомена: Године 1857. исказивано под именом Шкарник Селачки, а од 1869. до 1900. под именом Шкарник Горњи.